# Zloćudovo
Zloćudovo (en serbe cyrillique : Злоћудово) est un village de Serbie situé sur le territoire de la Ville de Leskovac, district de Jablanica. Au recensement de 2011, il comptait 250 habitants.

## Démographie
| 1948 | 1953 | 1961 | 1971 | 1981 | 1991 | 2002 | 2011 |
| ---- | ---- | ---- | ---- | ---- | ---- | ---- | ---- |
| 199  | 207  | 236  | 242  | 259  | 260  | 271  | 250  |

|  |